# Martina Cavallero
Martina Cavallero, född den 7 maj 1990 i Morón, Argentina, är en argentinsk landhockeyspelare.
Hon tog OS-silver i damernas landhockeyturnering i samband med de olympiska landhockeytävlingarna 2012 i London.